# Smack That
Smack That은 세네갈 출신의 미국의 힙합 가수 에이콘의 노래이다. 피쳐링에는 에미넴이 참여했으며, 빌보드 핫 100 차트에서 2위를 하는 등 많은 기록을 세운 곡이기도 하다. 이 곡은 Konvicted에 수록되어 있다.